# 棘鮃科
棘鮃科是輻鰭魚綱鰈亞目的其中一科。为热带与温带底层海鱼类。

## 分類
棘鮃科下分4個屬，如下：

### 短鰈屬（Brachypleura）
- 新西蘭短鰈（Brachypleura novaezeelandiae）

### 擬棘鮃屬（Citharoides）
- 菲律賓擬棘鮃（Citharoides macrolepidotus）
- 大鱗擬棘鮃（Citharoides macrolepis）：又稱擬棘鮃。
- 圓眶擬棘鮃(Citharoides orbitalis)

### 尾棘鮃屬（Citharus）
- 斑尾棘鮃（Citharus linguatula）

### 鱗眼鮃屬（Lepidoblepharon）
- 鱗眼鮃（Lepidoblepharon ophthalmolepis）：又稱鳞眼鲽。